# Euptychia macrophthalma
Euptychia macrophthalma är en fjärilsart som beskrevs av Otto Staudinger 1875. Euptychia macrophthalma ingår i släktet Euptychia och familjen praktfjärilar. Inga underarter finns listade i Catalogue of Life.